# Piaski (Podłęże)
Piaski – część wsi Podłęże w Polsce, położona w województwie świętokrzyskim, w powiecie pińczowskim, w gminie Pińczów.
W latach 1975–1998 Piaski położone były w województwie kieleckim.